# Luigi Gianfigliazzi
Luigi Gianfigliazzi (Firenze o Carpentras, 1310 – Firenze, 1375) è stato un politico e letterato italiano.

## Biografia
Nato da Neri di Castello a Firenze o a Carpentras, dove la famiglia Gianfigliazzi curava i propri interessi economici, Luigi nel 1337 era a Bologna dove si laureò in diritto (in un documento del 1349 è attestato come tale). Appartenente ad una famiglia guelfa fiorentina ricca e potente, Gianfigliazzi si addentrò nei meandri della diplomazia fiorentina, conducendo varie missioni diplomatiche presso il papa o l'imperatore. Nel 1355, per poter partecipare più attivamente al governo fiorentino, abbandonò lo status di magnate col favore dei suoi compatrioti e in quell'anno riuscì ad ottenere dall'imperatore Carlo IV di Boemia, sceso in Italia per farsi riconoscere le sue regalie, il titolo di vicario per i priori e le massime istituzioni della Repubblica fiorentina. È probabile che l'incontro con il giovane Coluccio Salutati, futuro cancelliere della Repubblica fiorentina, sia avvenuto poco dopo il 1364 in quanto le uniche due lettere del Salutati al Gianfigliazzi, nelle quali i due discutono di questioni letterarie e filosofiche in base al nascente umanesimo, risalgono a poco dopo quel periodo.Nel 1367 Gianfigliazzi fu inviato alla corte di Urbano V e lì sperò di entrare al servizio della Curia, mira che però non si concretizzò. Probabilmente Luigi Gianfigliazzi, secondo quanto riportato dal filologo Francesco Novati, morì intorno al 1375.
Il Gianfigliazzi era anche un uomo di cultura, come si evince dalle lettere scambiate con il giovane Coluccio Salutati. Infatti il politico fiorentino scambiò epistole con Giovanni Boccaccio, Francesco Bruni e Paolo dell'Abbaco. Fu anche autore di un trattato di retorica intitolato Incipit Summa Dictaminum retorice ex arte veteri et nova collecta per me luigium de gianfilliaciis de florentia.

## Discendenza
Nel 1362 Luigi Gianfigliazzi si sposò con Fioretta di Giorgio Grandoni, da cui ebbe almeno tre figli: Agapito, Giovanni e Giovanna, quest'ultima suora nel monastero di Santa Maria di Montedomini poco fuori Firenze.